# Jászkisér
Jászkisér é uma cidade da Hungria, situada no condado de Jász-Nagykun-Szolnok. Tem 130,11 km² de área e sua população em 2019 foi estimada em 5.167 habitantes.